# Форакер (гора)
Форакер (англ. Mount Foraker) — гора в Аляскинському хребті у Північній Америці, висотою — 5304 метри. Розташована на півдні штату Аляска, у Сполучених Штатах Америки.

## Географія
Вершина розташована у центральній частині Аляскинського хребта, що в північній частині Північноамериканських Кордильєр, на території національного парку Деналі та боро Деналі у штаті Аляска, приблизно за 1060 км на північний-захід від столиці штату Аляска — Джуно та за 23 км на південний-захід від найвищої гори Аляски, США і Північної Америки — Деналі (6191 м).
Абсолютна висота вершини 5304 метри над рівнем моря (6-та за висотою гора Північної Америки, 3-тя — на Алясці та США і 2-га в Аляскинському хребті). Відносна висота — 2210 м. За цим показником вона займає 63-тє місце у Північній Америці та 35-те у США. За іншими даними відносна висота становить 2195 м. Топографічна ізоляція вершини відносно найближчої вищої гори Вежа Архідияконів (5974 м), одного з північно-західних піків гори Деналі, становить 21,75 км. Найвище сідло вершини — 3094 м.

### Найвищі піки
До гірського масиву гори Форакер, крім Головного піка, входять всі навколишні вершини з відносною висотою менше 500 метрів:
| Назва піка            | Висота, м | Висота, м | Координати                                                                        |
| Назва піка            | абсолютна | відносна  | Координати                                                                        |
| --------------------- | --------- | --------- | --------------------------------------------------------------------------------- |
| Головний пік          | 5304      | 2210      | 62°57′39″ пн. ш. 151°23′53″ зх. д. / 62.96083° пн. ш. 151.39806° зх. д.           |
| Південний пік         | 5124      | 64        | 62°56′48.98″ пн. ш. 151°24′31.89″ зх. д. / 62.9469389° пн. ш. 151.4088583° зх. д. |
| Південно-західний пік | 5029      | 61        | 62°57′18.08″ пн. ш. 151°26′25.88″ зх. д. / 62.9550222° пн. ш. 151.4405222° зх. д. |
| Північно-західний пік | 4581      | 39        | 62°58′12.76″ пн. ш. 151°25′55.93″ зх. д. / 62.9702111° пн. ш. 151.4322028° зх. д. |

## Історія
Гора Форкаер була названа у 1899 році лейтенантом Дж. С. Герроном на честь Джозефа Б. Форакера губернатора штату Огайо та сенатора США.
Як російські колоністи, так і місцеві ескімоси племені дена'іна, що жили у долині річки Сусітна, не відрізняли один від одного гори Форакер та Деналі, яка знаходиться поблизу: вони вживали назви «Велика гора» і «Деналі», не до окремих вершин, а до всього гірського масиву. А ось індіанці, що жили на території сучасної місцевості Лейк-Мінчуміна, розрізняли ці дві вершини: гору Форакер вони називали «Султана» (в перекладі: «Жінка»), а Деналі — «Менлале» («Дружина Деналі»).
Вперше гора Форкаер була офіційно підкорена у 1934 році, через північно-західний хребет, групою альпіністів у складі Чарльза Г'юстона, Томаса Брауна та Чичеля Вотерстона. 6 серпня вони підкорили північний «Головний пік», а на чотири дні пізніше, 10 серпня був підкорений нижчий «Південний пік» (5124 м).

## Панорама

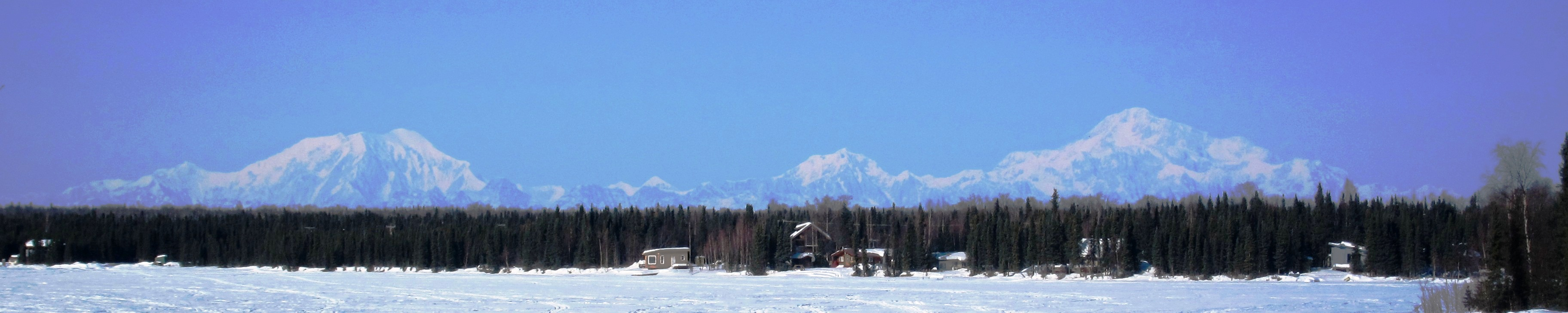
Гори: Форакер (ліворуч), Хантер (в центрі) та Деналі (праворуч)